# Taron dubius
Taron dubius är en snäckart som först beskrevs av Hutton 1878.  Taron dubius ingår i släktet Taron och familjen Fasciolariidae. Inga underarter finns listade i Catalogue of Life.